# Винарија Ковачевић
Винарија Ковачевић је породична винарија из Ирига, са Фрушке горе и спада међу водеће винарије у Србији.
Винарија производи вина из породичних винограда површине 10ha у Иригу, из других делова фрушкогорског виногорја, као и из ширег, сремског винског рејона. У виноградима се негује рајнски ризлинг, совињон блан, шардоне, мерло и каберне совињон. Данас винарија Ковачевић има и дугорочну уговорену и брижљиво контролисану производњу грожђа на површини од око 200ha винограда, који се налазе у власништву старих фрушкогорских виноградарских породица.
Године 2013. винарија Ковачевић је започела велики пројекат реновирања старе Иришке задруге, једне од најугледнијих српских винарија пре Другог светског рата. Тај пројекат рестаурације обухватио је и стварање једног новог подрума, под називом „Подрум 1930” у којем се производи линија вина под називом „Орфелин”.
Различити типови винификатора за производњу црвених вина омогућију спој традиционалног и модерног, а вина сазревају у барик бурадима од биране храстовине. Основна филозофија Винарије Ковачевић се огледа у производњи „premium” вина специфичног стила, која се одликују упечатљивом хармонијом и елеганцијом мириса и укуса. Вина Винарија Ковачевић су: Aurelius, Chardonnay Barrique, Rajnski Rizling, Sauvignon, Rosetto, Bermet, Cuvee Piquant, Penušavo vino Kovačević, Chardonnay Kovačević.
Винарија Ковачевић располаже ексклузивним рестораном „Винска кућа Ковачевић” који се налази по изласку из Ирига ка Иришком Венцу са леве стране.